# Micul dividend al tatei
Micul dividend al tatei (titlu original: Father's Little Dividend) este un film american din 1951 regizat de Vincente Minnelli. Rolurile principale au fost interpretate de actorii Spencer Tracy, Joan Bennett și Elizabeth Taylor. Este o continuare a filmului Tatăl miresei (1950).

## Prezentare
Proaspăt căsătorita Kay Dunstan (Elizabeth Taylor) își anunță părinții că ea și soțul ei vor avea un copil. Tatăl ei, Stanley Banks (Spencer Tracy), are o cădere nervoasă la gândul că va deveni un bunic cu toate că, înainte de anunț, se simțea plin de viață.

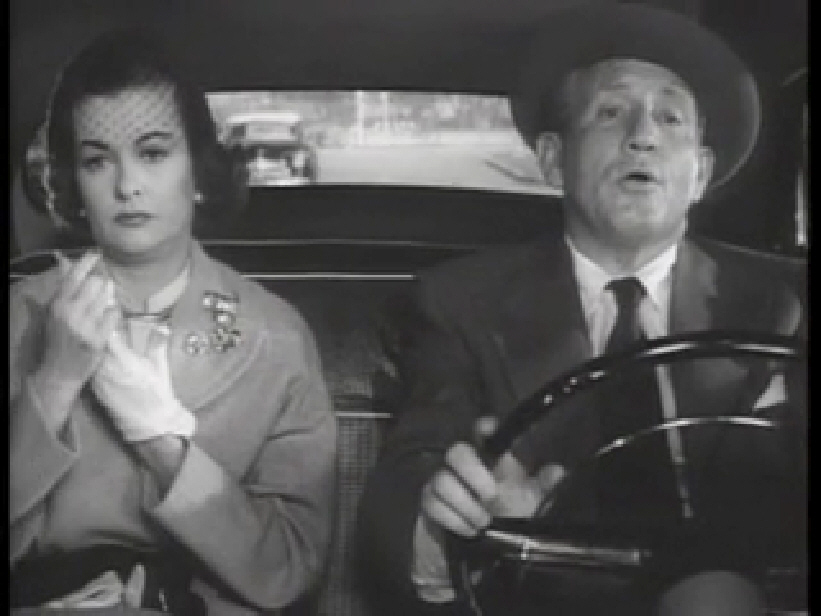
Spencer Tracy și Joan Bennett în Micul dividend al tatei

## Distribuție
- Spencer Tracy  - Stanley T. Banks
- Joan Bennett  - Ellie Banks
- Elizabeth Taylor  - Kay Dunstan
- Don Taylor  - Buckley Dunstan
- Billie Burke  - Doris Dunstan
- Moroni Olsen  - Herbert Dunstan
- Richard Rober  - Sergent de poliție
- Marietta Canty  - Delilah
- Russ Tamblyn  - Tommy Banks (men. ca Rusty Tamblyn)
- Tom Irish  - Ben Banks
- Hayden Rorke  - Dr. Andrew Nordell
- Paul Harvey  - Reverend Galsworthy